# Gavin Bayreuther
Gavin Bayreuther, född 12 maj 1994, är en amerikansk professionell ishockeyback som är kontrakterad till Seattle Kraken i NHL.
Han har tidigare spelat på NHL-nivå för Columbus Blue Jackets och Dallas Stars och på lägre nivåer för Cleveland Monsters och Texas Stars i AHL, St. Lawrence Saints (St. Lawrence University) i National Collegiate Athletic Association (NCAA) och Cedar Rapids Roughriders och Fargo Force i United States Hockey League (USHL).
Bayreuther blev aldrig NHL-draftad.

## Privatliv
Gavin Bayreuther är kusin till före detta ishockeybacken Ben Lovejoy.

## Statistik
| 2009–2010   | Holderness Bulls         |             | 26  | 3  | 4  | 7   | —  | —  | — | — | — | —  |
| 2010–2011   | Holderness Bulls         |             | 28  | 7  | 6  | 13  | 12 | —  | — | — | — | —  |
| 2011–2012   | Holderness Bulls         |             | 29  | 14 | 20 | 34  | 36 | —  | — | — | — | —  |
| 2012–2013   | Cedar Rapids Roughriders | USHL        | 19  | 4  | 8  | 12  | 15 | —  | — | — | — | —  |
|             | Fargo Force              | USHL        | 41  | 5  | 16 | 21  | 28 | 13 | 2 | 1 | 3 | 14 |
| 2013–2014   | St. Lawrence Saints      | NCAA        | 38  | 9  | 27 | 36  | 20 | —  | — | — | — | —  |
| 2014–2015   | St. Lawrence Saints      | NCAA        | 37  | 6  | 11 | 17  | 22 | —  | — | — | — | —  |
| 2015–2016   | St. Lawrence Saints      | NCAA        | 37  | 12 | 17 | 29  | 26 | —  | — | — | — | —  |
| 2016–2017   | St. Lawrence Saints      | NCAA        | 30  | 8  | 21 | 29  | 24 | —  | — | — | — | —  |
|             | Texas Stars              | AHL         | 15  | 2  | 3  | 5   | 6  | —  | — | — | — | —  |
| 2017–2018   | Texas Stars              | AHL         | 71  | 7  | 25 | 32  | 28 | 22 | 3 | 5 | 8 | 6  |
| 2018–2019   | Dallas Stars             | NHL         | 1   | 0  | 0  | 0   | 2  | —  | — | — | — | —  |
|             | Texas Stars              | AHL         | 7   | 2  | 3  | 5   | 4  | —  | — | — | — | —  |
| NHL totalt  | NHL totalt               | NHL totalt  | 1   | 0  | 0  | 0   | 2  | —  | — | — | — | —  |
| AHL totalt  | AHL totalt               | AHL totalt  | 93  | 11 | 31 | 42  | 38 | 22 | 3 | 5 | 8 | 6  |
| NCAA totalt | NCAA totalt              | NCAA totalt | 142 | 35 | 76 | 111 | 92 | —  | — | — | — | —  |
| USHL totalt | USHL totalt              | USHL totalt | 60  | 9  | 24 | 33  | 43 | 13 | 2 | 1 | 3 | 14 |